# Список областей Канады
Все провинции и территории Канады подразделяются на о́бласти (регионы, англ. regions, фр. régions) для различных официальных и неофициальных целей. В некоторых провинциях и территориях области официально являются уровнем административного деления (Квебек, Северо-Западные территории, частично Нунавут). В других провинциях и территориях «области» не имеют официального статуса.

## Список областей по провинциям и территориям
| - Северная Альберта (Northern Alberta) - область Пис-Ривер (Peace River Country) - Скалистые горы Альберты (Alberta’s Rockies) - Южная Альберта (Southern Alberta) - Сайпресс-Хиллс (Cypress Hills) - Паллайзерс-Трайангл (Palliser’s Triangle) - Калгари (Calgary Region) - Столичная область Эдмонтон (Edmonton Capital Region) - Центральная Альберта (Central Alberta) - Коридор Калгари-Эдмонтон (Calgary-Edmonton Corridor) - Внутренняя Британская Колумбия - Округ Атлин - Район Стикин - Район Пис-Ривер - Нечако - Балкли - Карибу - Интерлэйкс - Фрейзер-Кэньон - Чилкотин - Оминека — Принс-Джордж - Робсон-Вэлли - Кутенейс - Западный Кутенейс - Слокан - Озера Э - Восточный Кутенейс - Долина Элк - Долина Колумбия - Район Колумбия - Район Биг Бенд - Долина Колумбия - Оканаган - Баундари - Симилкамин - Томпсон - Николя - Бонапарт - Уэллс Грей-Клеаруотер - Шусвап - Лиллуэт — Фрейзер-Кэньон - Район Бридж Ривер - Южный Кост - Лоуэр-Мейнленд - Большой Ванкувер - Фрейзер-Вэлли - Коридор Си-ту-Скай - Долина Пембертон (также часть Района Лиллуэт) - Долина Гейтс (также часть Района Лиллуэт) - Саншайн-Кост - Остров Ванкувер - Великая Виктория - Саанич Пенинсула - Западное сообщество - Средний остров - Долина Ковичан - Нанаимо-Парксвилл - Долина Комокс - Северный остров - Кватсино Саунд - Кейп Шотландия - Пролив Королевы Шарлотты - Пролив Джонсона - Западный Кост острова Ванкувер - Кьюкот Саунд - Нутка Саунд - Клэйокот Саунд - Баркли Саунд - Долина Альберни - Район Хуан де Фука - Острова Галф - Южные острова Галф - Северные острова Галф - Центральный Кост - Пролив Королевы Шарлотты - Белла-Кула-Вэлли - Северный Кост - Хайда-Гуайи (Острова Королевы Шарлотты) - Скина - Нэсс - Район Стюарт - Низовье Святого Лаврентия - Сагеней — Озеро Сен-Жан - Капиталь-Насьональ - Мориси - Эстри - Монреаль - Оттава - Абитиби-Темискаминг - Кот-Нор - Северный Квебек - Гаспези — Острова Мадлен - Шодьер-Аппалачи - Лаваль (Квебек) - Ланодьер - Лаврентиды - Монтережи - Центральный Квебек - Северная область - Интерлейк - Центральные равнины - Истмен - Уэстмен - Столичная область Виннипег - Паркленд - Пембина-Вэлли - Аннаполис Велли - Кейп-Бретон - Центральная Новая Шотландия - Восточное побережье - Район Галифакс (РГ) - Маскодобит-Вэлли - Северное побережье - Северная Новая Шотландия - Южное побережье - Юго-Западная Новая Шотландия - Тантрамар | - Китикмеот - Киваллик - Кикиктаалук - Акадийский полуостров - Северное побережье - Галф-Шор - Побережье Фанди - Острова Фанди - Кеннебекейсис-Ривер-Вэлли - Республика Мадавоска - Мирамиши-Вэлли - Сент-Джон-Вэлли - Тантрамар - Агломерация Монктон - Большой Сент-Джон - Большой Фредериктон - Лабрадор - Ньюфаундленд - Северное Онтарио - Северо-Западное Онтарио - Северо-Восточное Онтарио - Южное Онтарио - Юго-Западное Онтарио - Голден-Хорсшу - Центральное Онтарио - Восточное Онтарио - Северное побережье - Южное побережье - Западный Принс - Западный Принс — Район Саммерсайд - Куинс - Район Шарлоттаун - Кингс - Карлтон-Трейл - Восток Центрального Саскачевана - Северный Саскачеван - Район Большой Реджайны - Район Большого Саскатуна - Юго-Восточный Саскачеван - Юго-Западный Саскачеван - Запад Центрального Саскачевана - Лейкленд - Инувик - Дехчо - Север Невольничьего озера - Юг Невольничьего озера - Северный Юкон (North Yukon) - Сильвер-Трейл (Silver Trail) - Клондайк (Klondike) - Кэмпбелл (Campbell) - Клуэйн (Cluane) - Уайтхорс (Whitehorse) - Сатерн-Лейкс (Southern Lakes) - Уотсон-Лейк (Watson Lake) |